# Gałkowo
Gałkowo [pronunciación en polaco: /ɡau̯ˈkɔvɔ/] (en alemán: Galkowen) es un pueblo en el distrito administrativo de Gmina Ruciane-Nida, dentro del Condado de Pisz, Voivodato de Varmia y Masuria, en Polonia del norte. Se encuentra aproximadamente a 9 kilómetros al noroeste de Ruciane-Nida, a 24 kilómetros al noroeste de Pisz, y a 65 kilómetros al este de la capital regional Olsztyn.
Antes de 1945, el área fue parte de Alemania (Prusia Oriental).
El pueblo tiene una población de 160 habitantes.